# Aguacatitla (Huejutla de Reyes)
Aguacatitla es una localidad de México localizada en el municipio de Huejutla de Reyes en el estado de Hidalgo.

## Toponimia
En náhuatl se compone de ahuacatl, abreviación de ahuacacuahuitl, árbol del aguacate, y de titlan, entre; y significa: Entre los árboles de aguacate.

## Geografía
Se encuentra en la región geográfica de la Huasteca hidalguense. A la localidad le corresponden las coordenadas geográficas 21° 07’ 52.889” de latitud norte y 98° 26’ 43.815” de longitud oeste, con una altitud de 198 m s. n. m. Cuenta con un clima semicálido húmedo con abundantes lluvias en verano.
En cuanto a fisiografía se encuentra en la provincia de la Sierra Madre Oriental, dentro de la subprovincia del Carso Huasteco; su terreno es de sierra. En lo que respecta a la hidrografía se encuentra posicionado en la región de Pánuco, dentro de la cuenca del río Moctezuma, en la subcuenca de río Los Hules.

## Demografía
En 2020 registró una población de 633 personas, lo que corresponde al 0.50 % de la población municipal. De los cuales 317 son hombres y 316 son mujeres.
| Gráfica de evolución demográfica de Aguacatitla entre 1910 y 2020                            |
|                                                                                              |
| Población de los censos y conteos del Instituto Nacional de Estadística y Geografía (INEGI). |